# Медведев, Николай Иванович
Никола́й Ива́нович Медве́дев (21 сентября 1918, Ростов-на-Дону — март 1989, Москва) — советский футболист, вратарь.

## Карьера
В основную команду московского «Динамо» Медведев пришёл в 1939 году. В том же сезоне он дебютировал в чемпионате СССР — 12 мая во встрече с тбилисскими одноклубниками. Матч завершился со счётом 4:1 в пользу грузинской команды. До войны Медведев успел провести 7 матчей в 1939 и 1940 годах. В 1942, 1943 и 1944 годах он участвовал в военном чемпионате Москвы. В 1945 и 1946 Николай сыграл по 2 матча, а в 1949 ушёл в ростовское «Динамо».

## Достижения
«Динамо» Москва
- Чемпион СССР (2): 1940, 1945